# Vissulaid
Vissulaid est une île d'Estonie en mer Baltique.

## Géographie
Elle se situe au nord-est des côtes d'Hiiumaa. 